# Allopeas

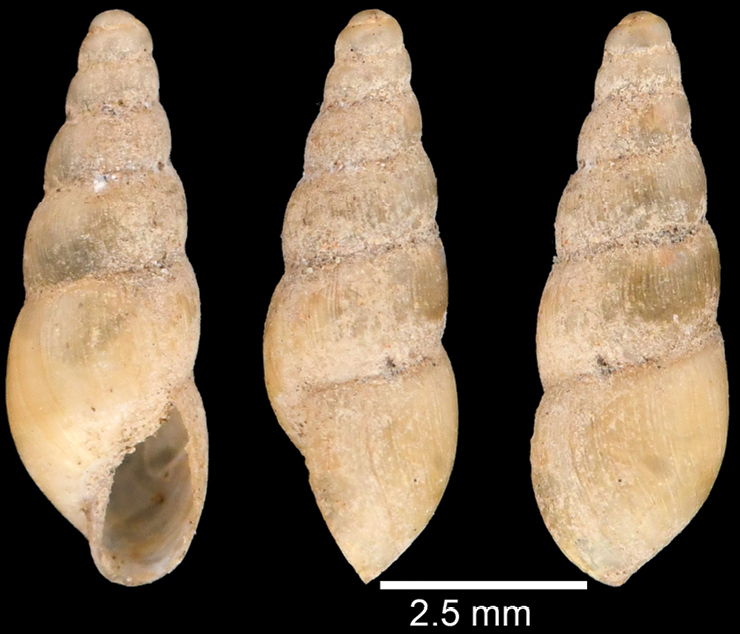
Allopeas gracile

Allopeas (лат.) — род сухопутных брюхоногих моллюсков из подкласса лёгочных улиток подсемейства Subulininae семейства Achatinidae.

## Описание
Улитки, имеющие мелкие раковины с удлиненными краями радулы, с трикуспидными фасциями, с более развитым, чем у Leptopeas и Lamellaxis s.s., пениальным цекумом, с относительно простой прямой колумеллой и без отчетливо окрашенной кутикулы раковины.

## Классификация
Известно более 20 видов. Род был впервые выделен в 1935 году американским малакологом Horace Burrington Baker (1889—1971) в статусе подрода в составе рода Lamellaxis (Allopeas) H. B. Baker, 1935 с типовым видом Lamellaxis gracilis (Hutton). Большая часть видов были описаны в XIX или в начале XX веков, и только в 2002 и 2021 годах были открыты два новых вида, включая первый мирмекофильный вид моллюсков Allopeas myrmekophilos.
- Allopeas acmella  (Morelet, 1885)
- Allopeas brevispira  (Pilsbry & Y. Hirase, 1904)
- Allopeas cavernicola  (Annandale & Chopra, 1924)
- Allopeas clavulinum  (Potiez & Michaud, 1838)
- Allopeas franzhuberi  Thach, 2021
- Allopeas gracile (Hutton, 1834) — typus[4]
- Allopeas hedeius  (Mabille, 1887)
- Allopeas heudei  (Pilsbry, 1906)
- Allopeas latebricola  (Reeve, 1849)
- Allopeas mariae  (Jousseaume, 1894)
- Allopeas mauritianum (Pfeiffer, 1852)[5]
- Allopeas micra (d’Orbigny, 1835)[6]
- Allopeas myrmekophilos R. Janssen, 2002[3]
- Allopeas prestoni  (Sykes, 1898)
- Allopeas pusillum (H. Adams, 1867)
- Allopeas recisa (Morelet, 1885)
- Allopeas satsumense (Pilsbry, 1906)
- Allopeas subula (L. Pfeiffer, 1839)
- Allopeas sykesi (Pilsbry, 1906)